# لويس نيجين
لويس نيجين هو ممثل كندي، ولد في 1 أكتوبر 1929 بلندن في المملكة المتحدة.

## وصلات خارجية
- لويس نيجين على موقع IMDb (الإنجليزية)
- لويس نيجين على موقع قاعدة بيانات الفيلم (الإنجليزية)